# S-300F フォールト
S-300F「フォールト」（ロシア語: C-300Ф «Форт», 英: S-300F Fort）は、ソビエト連邦が開発した艦隊防空ミサイル・システム。NATOコードネームはSA-N-6「グランブル」、輸出版はリフ（ロシア語: Риф、英: Rif）と呼ばれている。地上用のS-300Pを艦載化したもので、長射程と同時多目標交戦能力を備える。その後、地上型がS-300PMU-1に発達するのに伴ってS-300FM「フォールト-M」も開発された。こちらのNATOコードネームはSA-N-20「ガーゴイル」、輸出用名称はリフ-M（Rif-M）。

## 来歴
1969年、ソビエト連邦政府はアルテア研究所に対し、新しい艦対空ミサイルの開発を命じた。開発はブガトフ主任設計官を中心として、陸上用のS-300Pを艦載化するかたちで行なわれた。1976年から1983年にかけて、1134B型大型対潜艦（カーラ型）の4番艦「アゾフ」の後部M-11とバーターに試作機が搭載されて試験が行われたのち、1984年に海軍に引き渡された。

## 構成

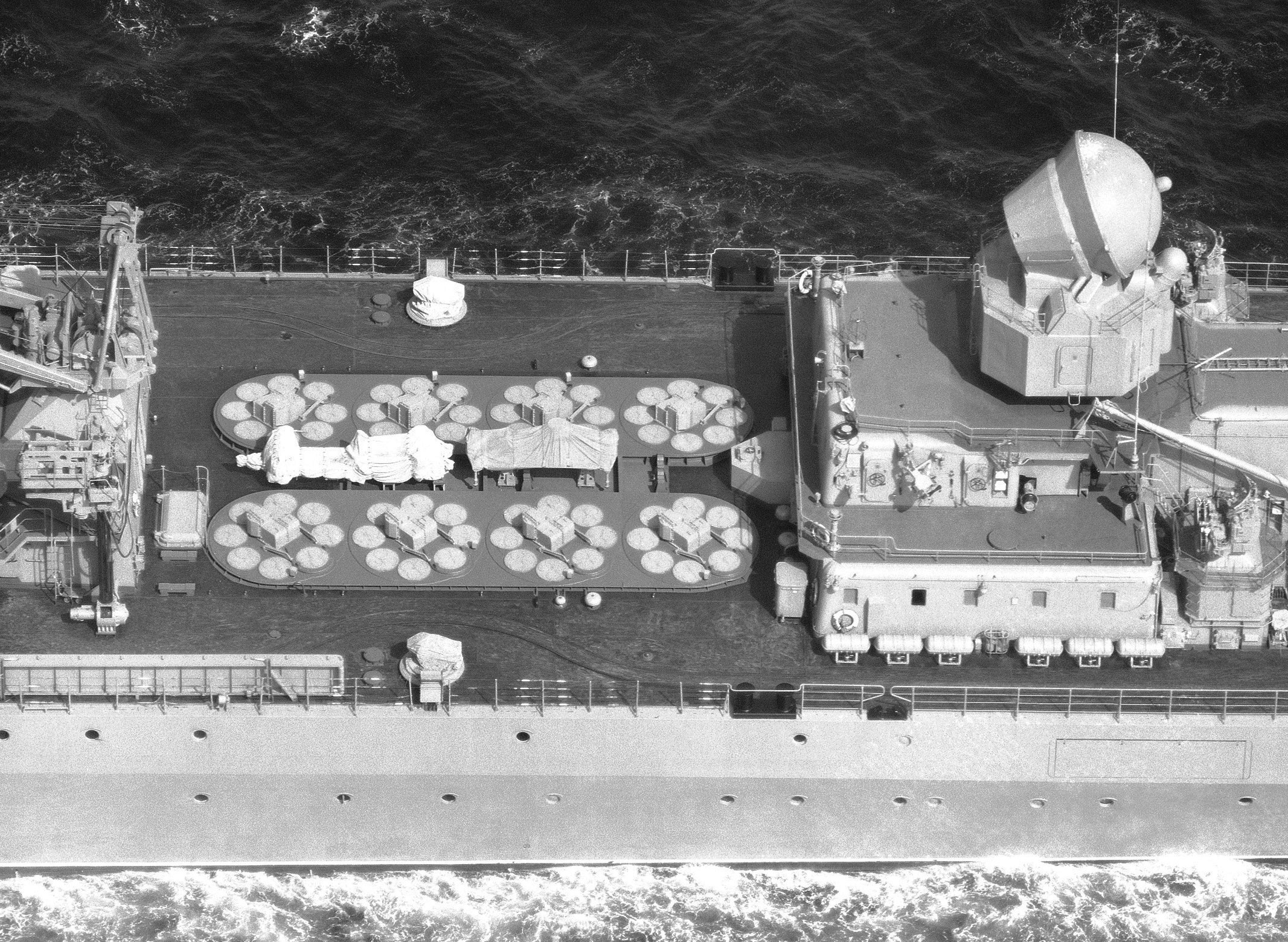
「ウスチーノフ」搭載の3R41 GMFCSおよびB-204 VLS。

システムはおおむね、下記のようなサブシステムによって構成される。
ミサイル射撃指揮装置（GMFCS）
「アゾフ」搭載時点では試験機材であったため制式名はなかったが、のちに3R41(3Р41)とされた。NATOコードネームはトップ・ドーム。特徴的な半球状レドームを備えたフェイズド・アレイ・アンテナを採用しており、同時に12の目標を追尾し、うち6目標を攻撃できる多機能レーダーとなっている。その性能から、1164型の設計にあたっては、3P41型を3基固定装備すれば、長距離捜索レーダーも3次元レーダーも不要であるとも言われていた。
また「フォールト-M」（およびその輸出型である「リフ-M」）においては、陸上型S-300PMUと同様に平面アンテナを採用した30N6Eに変更されている。
垂直発射装置（VLS）
「アゾフ」においてはPU-203が、スラヴァ級以降ではB-204が採用された。西側諸国のMk.41とは異なり、8連装のリボルバー式となっている。また、コールド・ランチ方式を採用しており、ミサイル・セルが回転して発射位置に来ると、ミサイルのコールド・ガスによって発射機から射出されたのち、空中でロケット・モータに点火する。これにより、発射時に発生する高温のガスによって発射機が損傷することが防止される一方で、発射機の構造が複雑化し、またコンテナからの直接発射方式と比して発射速度が低下するというデメリットもある。
艦対空ミサイル（SAM）
当初は5V55RMが採用された。これは、陸軍用のS-300PS向けに開発されていた5V55Rを艦載化した新しいものであるが、実際の就役はこちらが先行することになった。その後、射程・射高を拡大するとともに高速化し、限定的ながらミサイル防衛能力を付与した48N6Eが実用化された。これは最大でマッハ9までの目標と交戦できるとされている。
またさらに射程を延伸した48N6E2も開発された。これはさらに大型化したことから従来のシステムでの運用は難しく、これに対応したシステムはS-300FM「フォールト-M」（NATO名: SA-N-20「ガーゴイル」）と称される。
| ミサイル | 5V55RM                     | 48N6E                      | 48N6E2                   |
| -------- | -------------------------- | -------------------------- | ------------------------ |
| 全長     | 725cm                      | 750cm                      | 約800cm                  |
| 直径     | 508mm                      | 519mm                      | 約600mm                  |
| 発射重量 | 1,664 kg                   | 1,900 kg                   | 2,250 kg                 |
| 弾頭     | HE破片効果（133kg）        | HE破片効果（143kg）        | HE破片効果（180kg）      |
| 誘導     | TVM＋SARH誘導              | TVM＋SARH誘導              | TVM＋SARH誘導            |
| 射程     | 5–90 km (2.7–48.6 nmi)     | 5–120 km (2.7–64.8 nmi)    | 3–200 km (1.6–108.0 nmi) |
| 射高     | 25–25,000 m (82–82,021 ft) | 25–25,000 m (82–82,021 ft) | n/a                      |
| 速度     | 2,000m/s                   | 2,100m/s                   | 2,100m/s                 |

## 搭載艦
- ソビエト連邦海軍 /  ロシア海軍
  - 1134BF型大型対潜艦（カーラ型）「アゾフ」
  - 1144型重原子力ミサイル巡洋艦（キーロフ級）[注 1]
  - 1164型ミサイル巡洋艦（スラヴァ級）

- 中国人民解放軍海軍
  - 051C型駆逐艦